# Werchobuż
Werchobuż (ukr. Верхобуж) – wieś na Ukrainie, w obwodzie lwowskim, w rejonie złoczowskim, do 1945 w Polsce, w województwie tarnopolskim, w powiecie złoczowskim, w gminie Kołtów.
W Werchobużu znajduje się źródło Bugu.

## Położenie
Według Słownika geograficznego Królestwa Polskiego i innych krajów słowiańskich Werchobuż to wieś w powiecie złoczowskim, położona 17 km na północny-wschód od sądu powiatowego w Złoczowie, 21 km na południowy-wschód od sądu powiatowego w Olesku i 11 km na wschód od urzędu pocztowego w Sassowie.